# Mniotilta varia
El chipe trepador (Mniotilta varia) es una especie de ave del Nuevo Mundo de la familia de los parúlidos. Es la única especie del género Mniotilta, pero algunos autores proponen que se incluya en un solo género junto con Dendroica.

## Descripción

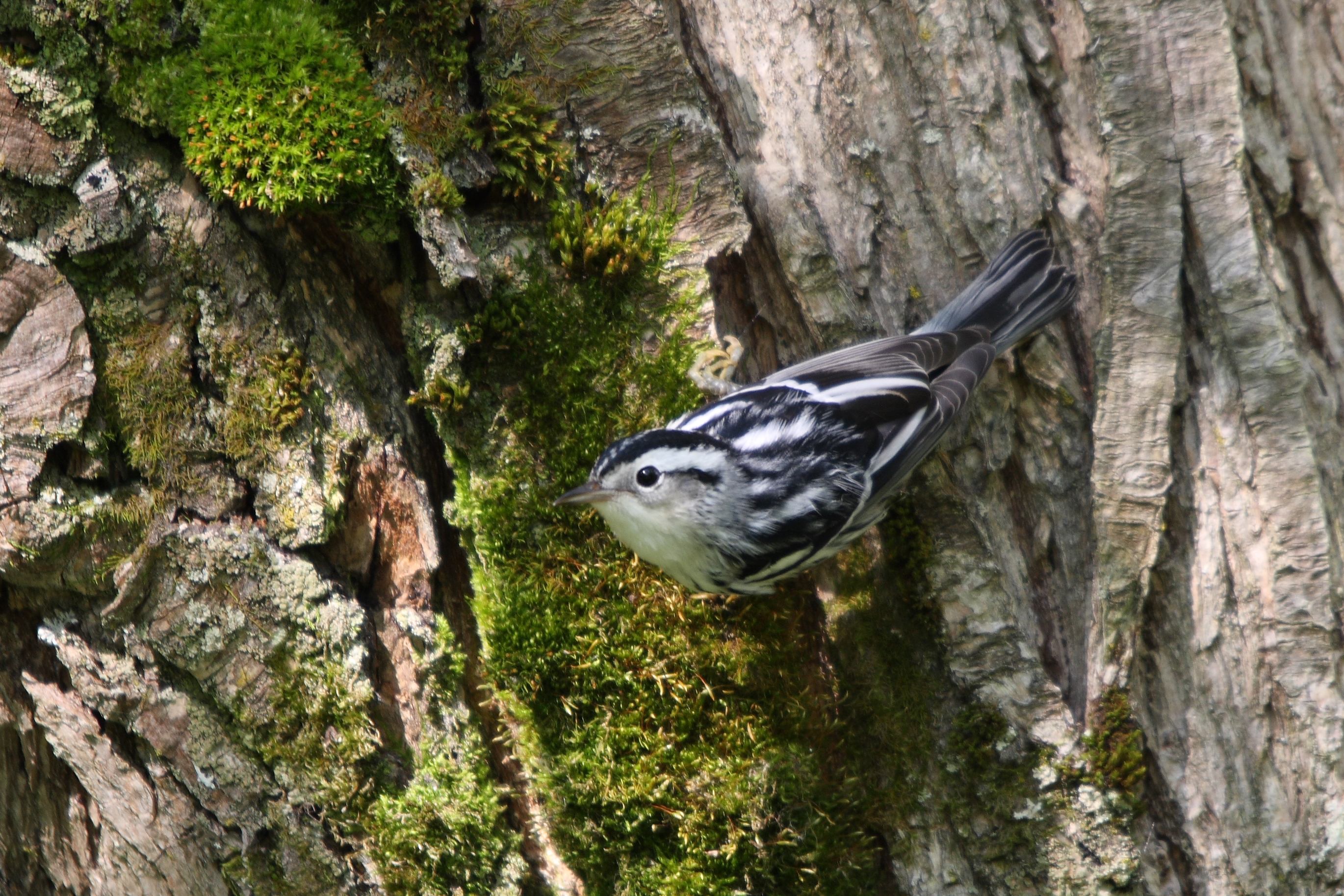
Una hembra en Quebec, Canadá.

Los adultos miden entre 11,5 y 12,5 cm de longitud. Es un ave con rayas negras y blancas; hay variaciones en el plumaje en cuanto a sexo, edad, y época del año. El plumaje reproductivo del macho es la corona es negra con una amplia raya blanca en medio. La raya supraocular, el anillo ocular y la zona malar son blancas, haciendo contraste con los auriculares, zona loreal y garganta, que son de color negro. El cuello, la nuca y la espalda están rayados con blanco y negro. La cola y las alas son negras con algunas manchas blancas en las partes distales, y en cada ala hay dos barras blancas. El pecho es blanco, con rayas negras en los costados, y el vientre es blanco.
En época no reproductiva, los machos tienen la garganta y las partes ventrales blancas, con algunas rayas negras a los lados de la garganta y pecho. Los auriculares son negruzcos, más claros que en la época reproductiva.
Las hembras son similares a los machos en época no reproductiva, pero con los auriculares aún más claros y un rayado menor en garganta y pecho.
Los juveniles son similares a las hembras, pero con las partes ventrales con cierto tinte color ante.

## Distribución y hábitat
El chipe trepador es una especie del Nuevo Mundo, que anida en una vasta zona de América del Norte, desde la cuenca del río Mackenzie hasta Terranova, en Canadá; la región de los Grandes Lagos, y desde Nueva Inglaterra hasta Texas, incluyendo los Apalaches. En invierno migra al sureste de los Estados Unidos (la Florida, sur de Texas), a México (incluyendo el sur de la península de Baja California), las Antillas, América Central y el noroeste de América del Sur (Ecuador, Colombia y Venezuela).
Habita en bosques, arboledas y en el sotobosque. Trepa en los troncos y ramas de los árboles, donde encuentra su alimento.
Su canto es un agudo spik repetido rápidamente en una larga serie.